# Ростоу, Уолт Уитмен
Уолт Уитмен Ростоу (англ. Walt Whitman Rostow, 7 октября 1916, Нью-Йорк — 13 февраля 2003, Остин, шт. Техас) — американский экономист и политический мыслитель, профессор Массачусетского технологического института, автор теории стадий экономического роста, советник президента США по национальной безопасности в 1966—1969 годах.

## Биография
Родился в семье еврейских иммигрантов из Российской империи в Нью-Йорке. Его отец, Виктор Ростовский, участвовал в социалистическом движении в Одессе, пока в 1904 не отплыл в Глазго, а затем в США. Своих детей родители назвали в честь людей, которых считали величайшими американцами: Юджина Дебса, Ральфа Уолдо Эмерсона и Уолта Уитмена.
Степень бакалавра получил в Йельском университете в 1936 году, был стипендиатом Родса в Оксфорде в 1936—1938 годах, получил степень бакалавра гуманитарных наук в Баллиол-колледже. В 1940 году удостоен докторской степени в Йельском университете.
Преподавательскую деятельность начал в Колумбийском университете, затем в Оксфордском, Кембриджском и Техасском университетах, Массачусетском технологическом институте.
Во время Второй мировой войны служил в Управлении стратегических служб. После окончания войны совмещал преподавательскую деятельность (чтение лекций по истории США в Оксфорде и Кембридже) с работой чиновником Государственного департамента по германо-австрийской экономике, затем помощника исполнительного секретаря по экономическим поручениям в Европе.
С 1950 профессор экономической истории в Массачусетском технологическом институте. Участвовал в подготовке выступлений президента Д. Эйзенхауэра и сенатора Джона Кеннеди.

### Научная деятельность
Наиболее известные теоретические концепции были разработаны У. Ростоу в конце 1950-х — начале 1960-х ещё до его ухода в политику. Развивая идеи, впервые выдвинутые в 1940-х П. Друкером, Дж. К. Гэлбрейтом и Р. Ароном, У. Ростоу стал одним из разработчиков теории постиндустриального общества. Если его предшественники обращали основное внимание на перерастание индустриального общества в постиндустриальное, то Ростоу изучал прежде всего формирование индустриального общества. Теорию стадий развития экономики он изложил в своей самой знаменитой книге, которая так и называлась — «Стадии экономического роста. Некоммунистический манифест» (1960).

### Политическая деятельность
В 1961 году на время отошёл от преподавательской деятельности и целиком погрузился в политику. Когда Джон Кеннеди стал президентом, он назначил Ростоу на пост заместителя советника президента по национальной безопасности. С декабря 1961 по март 1966 занимал пост советника государственного департамента США и одновременно возглавлял управление планирования госдепартамента. Одна из центральных внешнеполитических идей нового правительства — идея подтягивания отсталых стран до уровня развитых — была инициирована именно Ростоу. Согласно его воззрениям, развитые страны должны помогать отстающим, ускоряя их прохождение стадий экономического роста.
Ростоу считал, что пока Вьетнам не достиг высокого уровня развития и не обрёл иммунитета против «коммунистической угрозы», Америка должна всеми силами препятствовать распространению там (как и в других странах) коммунистических идей. Эта идея привела Ростоу к требованию решать вьетнамский конфликт чисто силовыми методами. Эту жёсткую позицию он отстаивал и при следующем президенте, Л. Джонсоне, назначившем его в апреле 1966 года советником по вопросам национальной безопасности.

### В Техасском университете
С приходом президента-республиканца Р. Никсона в 1969 Ростоу ушёл с государственной службы и тридцать лет преподавал экономику в созданной Л. Джонсоном Школе общественных связей при Техасском университете в Остине. Его жена также была профессором Школы, затем стала её деканом. Активно занимался научной деятельностью. В последнее десятилетие своей жизни Ростоу возглавлял созданную при его деятельном участии общественную организацию, которая занималась программами, обеспечивающими наблюдение за беременными женщинами и оказание помощи детям.
У. Ростоу умер 13 февраля 2003 года в Остине, штат Техас.

### Семья
Старший брат — Юджин Ростоу (1913—2002), помощник государственного секретаря по политическим вопросам (1966—1969), директор Агентства по контролю над вооружениями и разоружению (1981—1983).
Жена — профессор Элспет Ростоу, в браке родились сын и дочь.

## Научные идеи
Основной научный вклад Ростоу связан с тремя концепциями — теории стадий экономического роста, концепцией фаз перехода к демократии и ценовой теорией длинных волн конъюнктуры.
Сама идея выделения стадий, которые последовательно должно проходить общество по мере своего развития, открыта не Ростоу. Её корни лежат в концепциях первых социологов (О. Конт, Г. Спенсер), на основе которых К. Маркс создал свою теорию формационного развития. Вместо предложенного Марксом принципа выделения фаз развития по способам производства, Ростоу предложил учитывать другие экономические критерии — технологические инновации, скорость экономического роста, изменения в структуре производства и т. д.
У. Ростоу выделяет пять стадий развития общества, две из которых являются промежуточными, обеспечивающими переход к новой фазе развития:
1. Традиционное общество. Это аграрные общества с довольно примитивной техникой, преобладанием сельского хозяйства в экономике, сословно-классовой структурой и властью крупных земельных собственников.
2. Переходное общество. На этом этапе создаются предпосылки для перехода в новую фазу развития: зарождается предпринимательство, складываются централизованные государства, растет национальное самосознание.
3. Стадия «сдвига» с промышленными революциями и следующими за ними крупными социально-экономическими и политическими преобразованиями.
4. Стадия «зрелости», связанная с развитием научно-технической революции, ростом городов.
5. Эра «высокого массового потребления». Её важнейшая черта — значительный рост сферы услуг, превращение производства товаров потребления в основной сектор экономики.

В характеристике современного постиндустриального общества отечественные и зарубежные авторы выделяют такие его черты, как резкое возрастание «искусственных интеллектуальных отраслей» — микроэлектроники, биотехнологий, телекоммуникаций; усиливающаяся глобализация хозяйства. Отмечаются новые проблемы, вызванные, прежде всего неблагоприятной демографической ситуацией в большинстве стран запада.
При всей важности технического прогресса, достижений экономики в постиндустриальном обществе, главное, что, по мнению ведущих исследователей, определяет сегодня характер его развития, — это духовный потенциал человека, его знания, способности, ценности, приоритеты. Именно это становится центральным ресурсом XXI века.
В своей работе «Политика и стадии роста» в 1971 году он добавил к ранее выделенным пяти стадиям шестую — стадию «поиска качества жизни», когда на первый план выдвигается духовное развитие человека.
Ростоу полагал, что ни одна страна не может перескочить через какую бы то ни было стадию или пройти их в другом порядке. Хотя путь развития един для всех стран мира, но прохождение стадий носит более или менее индивидуальный характер — в разных странах темпы прохождения стадий могли сильно различаться. Отставшие в развитии страны заимствуют опыт передовых и имеют шансы догонять или даже перегонять их. Например, хотя в США «взлет» промышленности произошёл примерно на полвека позже, чем в Великобритании, но к фазе «высокого массового потребления» Америка подошла на несколько десятилетий раньше Соединённого Королевства.
Марксисты критиковали теорию Ростоу за технологический детерминизм, но и историки-экономисты встретили концепцию стадий экономического роста довольно скептически, считая её слишком умозрительной. Когда в 1960—1970-е начала развиваться клиометрика, то оказалось, что фаза «взлета», как её описывал У. Ростоу, в экономической истории развитых стран не обнаруживается. Промышленная революция на самом деле была не внезапным и быстрым подъёмом, а более плавным и длительным процессом. Едва ли не единственная страна, где индустриализация проходила именно по сценарию Ростоу, — это СССР сталинского периода. Таким образом, теория стадий экономического роста сыграла важную роль в стимулировании анализа промышленной революции, но в целом оказалась отвергнутой.
Среди экономистов, занимающихся теорией открытых Н. Д. Кондратьевым длинных волн конъюнктуры, Ростоу известен как один из представителей ценового подхода к объяснению причин этих долгосрочных колебаний. В книге «Почему бедные становятся богаче, а богатство растет медленнее» (1980) он предложил рассматривать подъёмы и спады уровня цен как исходный фактор, который влияет на усиление и ослабление инновационной деятельности и, в конечном счете, на чередование фаз роста и подъёма в экономике в целом.
В СССР труды Ростоу (одна из транскрипций имени — В. В. Ростоу) рецензировались в научных экономических журналах («МЭиМО», «Вестник МГУ», «Вестник ЛГУ», «Экономические науки» и др.) и монографиях отдельных авторов и учёных коллективов. Их критический анализ, проводившийся на методологической основе господствовавшего в советской науке марксистско-ленинского подхода, ставил работы Ростоу в ряд зарубежных исследователей, в отношении которых советские критики отмечали ряд позитивных черт, включая большую степень приближенности к экономическим реалиям современности. Так, в сборнике, изданном коллективом профессоров ИМЭМО АН СССР в 1980 г., отмечалось, что 

…работы П. Самуэльсона, Дж. Гэлбрейта, В. Леонтьева, А. Мэддисона, Б. Балашша, У. Ростоу, Г. Кана, Г. Мюрдаля, А. Печчеи, доклады, представленные Римскому клубу группами учёных под руководством Д. Медоуза, М. Месаровича и Э. Пестеля, Я. Тинбергена, Д. Габора, Э. Ласло … в меньшей степени оторваны от анализа международных сторон производства, в известной мере учитывают динамику и тенденции развития производительных сил всего мирового капиталистического хозяйства, перенося при этом акцент на обратное влияние рыночные связей на реальное воспроизводство общественного капитала.— Современные буржуазные концепции мирового капиталистического хозяйства. — М.: Мысль, 1980. — с. 21. Тираж 9000 экз.

## Награды
- 1945 — Орден Британской империи.
- 1945 — Орден «Легион почёта».
- 1969 — Президентская медаль свободы.